# Grand parc de chasse de Louis XIV
Pour les articles homonymes, voir Grand Parc (homonymie).
Le Grand parc de chasse de Louis XIV est un ancien vaste domaine, créé autour du château de Versailles par Louis XIV à partir de la fin du XVIIe siècle afin de délimiter son domaine de chasse. Clos par un mur en 1683, il avait une superficie de 8 600 hectares. Le terrain fut vendu par parcelles à la Révolution.

## Historique
Le Grand Parc se constitue au cours du XVIIe siècle. Louis XIII commence en 1623 la construction d'un pavillon de chasse au plateau de Versailles. Il achète le domaine de Versailles en 1632. À partir des années 1660, Louis XIV acquiert progressivement des terres contiguës au domaine.
En 1683, Louis XIV fait clore son domaine de chasse par un immense mur. Le Grand parc s'étend alors au nord, à l'ouest et au sud du parc de Versailles. En 1700, une partie au nord est détachée afin de former le parc du château de Marly.
En 1793, pendant la Révolution française, le parc est vendu par parcelles.
En 2000 afin de le protéger de l'oubli et de l'urbanisation deux sites sont classés : le site classé de la Plaine de Versailles et le site classé de la Vallée de la Bièvre.

## Enceinte
Le domaine enclos avait une superficie de 86 km2, soit plus de dix fois le territoire du parc de Versailles. Il englobait alors neuf villages, érigé en paroisses, existant avant sa création. Ce sont les villages de Buc, de Guyancourt, de Bois-d'Arcy, de Saint-Cyr, de Fontenay-le-Fleury, de Rennemoulin, de Noisy et celui de Bailly.
Le château et le petit parc se trouvaient au nord-est du grand parc. Celui-ci englobait le plateau de Satory, la partie haute du val de Bièvres, le plateau de Villaroy, l'étang de Saint-Quentin (dans sa partie sud-ouest), le plateau de bois d'Arcy et la plaine de Versailles jusqu'à la limite de Villepreux à l'ouest. Le grand parc était délimité au nord par le parc de Marly. 
De l'extrémité ouest du Grand canal rayonnaient cinq grandes allées, larges de plusieurs dizaines de mètres traversant le parc. L'allée royale de Villepreux s'inscrivait dans la « Grande perspective » imaginée par Le Nôtre de part et d'autre du château de Versailles.

### Mur et portes
Le parc était entouré d'une enceinte d'environ 3 m de hauteur et de 43 km de long.
Cette enceinte était percée par plus d'une vingtaine de portes cochères. Chacune d'elles est surmontée d'un pavillon rectangulaire ; tous ces pavillons sont identiques et dessinés par Jules Hardouin-Mansart.
| Porte                                                  | Commune                | Coordonnées                 | Illus. |
| ------------------------------------------------------ | ---------------------- | --------------------------- | ------ |
| Porte de Buc                                           | Versailles             | 48° 47′ 38″ N, 2° 08′ 15″ E |        |
| Porte de La Boulie ou Porte de la Bouillie             | Jouy-en-Josas          | 48° 46′ 53″ N, 2° 08′ 50″ E |        |
| Porte de Jouy ou Porte de Bièvre                       | Les Loges-en-Josas     | 48° 46′ 07″ N, 2° 08′ 36″ E |        |
| Porte des Loges                                        | Les Loges-en-Josas     | 48° 45′ 44″ N, 2° 08′ 11″ E |        |
| Porte de Trousalé                                      | Toussus-le-Noble       | 48° 45′ 06″ N, 2° 07′ 26″ E |        |
| Porte de Toussus                                       | Toussus-le-Noble       | 48° 44′ 50″ N, 2° 06′ 24″ E |        |
| Porte de Châteaufort                                   | Châteaufort            | 48° 44′ 33″ N, 2° 05′ 52″ E |        |
| Porte de Mérantais                                     | Magny-les-Hameaux      | 48° 44′ 53″ N, 2° 04′ 42″ E |        |
| Porte de Voisins                                       | Voisins-le-Bretonneux  | 48° 45′ 32″ N, 2° 03′ 19″ E |        |
| Porte de Montigny                                      | Montigny-le-Bretonneux | 48° 46′ 32″ N, 2° 01′ 40″ E |        |
| Porte de Trappes ou Porte de Trappes à Paris           | Trappes                | 48° 46′ 47″ N, 2° 00′ 39″ E |        |
| Fausse porte de Trappes ou Porte de Trappes Villepreux | Trappes                | 48° 47′ 01″ N, 1° 59′ 47″ E |        |
| Porte de Pissaloup                                     | Les Clayes-sous-Bois   | 48° 47′ 56″ N, 1° 59′ 43″ E |        |
| Porte de Val-Joyeux                                    | Villepreux             | 48° 49′ 14″ N, 2° 00′ 45″ E |        |
| Porte de Villepreux ou Porte de Paris                  | Villepreux             | 48° 50′ 04″ N, 2° 01′ 06″ E |        |
| Porte Saint-Vincent ou Porte des Grandes-Maisons       | Villepreux             | 48° 50′ 26″ N, 2° 00′ 49″ E |        |
| Fausse porte de Saint-Nom ou Porte de la Cerisaye      | Saint-Nom-la-Bretèche  | 48° 51′ 01″ N, 2° 01′ 02″ E |        |
| Porte de Saint-Nom ou Porte de la Tuilerie-Bignon      | Saint-Nom-la-Bretèche  | 48° 51′ 14″ N, 2° 01′ 40″ E |        |
| Porte de Versailles                                    | Bailly                 |                             |        |
| Porte de la Croix-Saint-Philippe                       | L'Étang-la-Ville       |                             |        |
| Porte de La Lauberderie                                | Marly-le-Roi           |                             |        |
| Porte de Marly                                         | Marly-le-Roi           |                             |        |
| Porte de Noisy                                         | Noisy-le-Roi           |                             |        |
| Porte de Rocquencourt                                  | Rocquencourt           |                             |        |
| Porte de Paris                                         | Saint-Nom-la-Bretèche  |                             |        |
| Porte de Saint-Nom (détruite)                          | Saint-Nom-la-Bretèche  |                             |        |
| Porte de Saint-Vincent                                 | Saint-Nom-la-Bretèche  |                             |        |
| Porte de la Tuilerie (dite Pavillon de l'Arènes)       | Saint-Nom-la-Bretèche  | 48° 51′ 26″ N, 2° 02′ 04″ E |        |
| Porte de Bailly                                        | Versailles             |                             |        |
| Porte du Cerf Volant                                   | Versailles             |                             |        |
| Porte de Maintenon                                     | Versailles             |                             |        |
| Allée Saint-Antoine                                    | Versailles             |                             |        |
| Porte de Saint-Cyr                                     | Versailles             |                             |        |